# Bulbophyllum belonaeglossum
Bulbophyllum belonaeglossum là một loài thực vật có hoa trong họ Lan. Loài này được J.J.Verm. & A.L.Lamb mô tả khoa học đầu tiên năm 2008.